# Gerónimo Zelarayán
Gerónimo Zelarayán (Valderrama, Provincia de Tucumán, ca. 1780 - San Miguel de Tucumán, 8 de enero de 1822) –también citado como Jerónimo Zelarrayán– fue un militar argentino que participó en la Guerra de Independencia y las guerras civiles de su país.

## Biografía
Miembro de una importante y adinerada familia de Tucumán, fue hijo de Mathías de Çelayarán y González Navarro y de Josefa de Argañaraz y Murguía, dueños de la extensa estancia de Balderrama, en Simoca, actual provincia de Tucumán. Bisnieto, por lo tanto, del capitán Ygnacio de Çelayarán y Ugarte.
En 1811 era sargento del pelotón de Balderrama de la 1.ª Compañía del 1.º Escuadrón del Regimiento de Voluntarios de Caballería de Tucumán que se incorporó al Ejército del Norte para participar en la primera expedición auxiliadora al Alto Perú.
En 1812 se casó con Hermenegilda Campero Zamorano, siendo padres de las mellizas María Manuela y Manuela Amparo Zelarayán, nacidas en 1813. y de José Manuel Zelarayán, nacido en 1814.
En 1812 participó en la Batalla de Tucumán al frente de un escuadrón de caballería tucumana; al año siguiente participó también en la Batalla de Salta y fue ascendido al grado de capitán por Manuel Belgrano. Tras la Tercera expedición auxiliadora al Alto Perú permaneció de guarnición en su provincia natal.
El 30 de junio de 1815 rubrica el acta del Cabildo Abierto reunido para elegir diputados que representarían a Tucumán en el Congreso de 1816 (fueron elegidos el presbítero Dr Don Pedro Miguel Aráoz, el Dr. Don José Agustín Molina y el Dr. Don Juan Bautista Paz), como "Capitán Comandante del 4.º Esquadrón Gerónimo Selarayán, por mí y mi Esquadrón" (sic).
En 1819 apoyó la revolución que llevó al gobierno al caudillo Bernabé Aráoz, y fue ascendido al grado de coronel.
En 1820 fue elegido Regidor Alcalde Mayor en el Cabildo de Tucumán.
A principios de 1821, el general Martín Miguel de Güemes invadió la República de Tucumán —que había organizado Aráoz— para obligar al gobernador a participar en su proyectada campaña al Alto Perú. La defección de los jefes militares más destacados a órdenes de Aráoz obligó a éste a dar el mando militar a otros con menos experiencia; el mando militar fue asumido por Abraham González, eficazmente secundado por Manuel Arias y Zelarayán, que obtuvieron la victoria en la Batalla de Rincón de Marlopa, del 3 de abril. Esta campaña elevó a Zelarayán al empleo de Coronel Mayor de la República de Tucumán.
El 28 de agosto de 1821, Aráoz fue derrocado por el general González, siendo arrestado en Santiago del Estero con varios de sus oficiales (entre ellos Diego Aráoz, José Ignacio Helguero, Francisco Javier López). El 3 de septiembre de 1821 se firmó un tratado entre González y Zelarayán. Acordaron que Zelarayán asumiera como comandante general de Armas, reconociendo a González como gobernador intendente, y comprometiéndose éste a preservar las vidas y los bienes de Bernabé Aráoz, sus parientes y allegados. En enero del año siguiente lograron escapar los oficiales detenidos en Santiago y regresaron a Tucumán, uniéndose a Zelarayán, que dirigió las tropas de la campaña en una revolución que terminaría con el gobierno de González y con su exilio de Tucumán. Las fuerzas revolucionarias ocuparon el 8 de enero el centro de la ciudad, pero cuando estaban por tomar también el edificio del cabildo, Zelarayán fue abatido por los disparos de los últimos defensores. Fue la única baja de las tropas victoriosas en ese combate.